# تحلیلگر هیدروژن
تحلیلگر هیدروژن ابزاری است که به کمک آن می‌توان غلظت هیدروژن در فولاد و دیگر آلیاژها را بدست آورد همچنین کاربردهای صنعتی در سنجش خوردگی دارد.